# Verbascum siculum
Verbascum siculum är en flenörtsväxtart som beskrevs av Agostino Todaro och Michele Lojacono-Pojero. Verbascum siculum ingår i släktet kungsljus, och familjen flenörtsväxter. Inga underarter finns listade i Catalogue of Life.